# Fabrègues
Fabrègues é uma comuna francesa na região administrativa de Occitânia, no departamento de Hérault. Estende-se por uma área de 31,46 km². Em 2010 a comuna tinha 7 266 habitantes (densidade: 231 hab./km²).